# Samuel Hill
Samuel „Sam” Hill (ur. 21 lipca 1985 w Viveash, WA, Australia) – zawodowy kolarz górski, specjalizujący się w odmianie kolarstwa zwanej zjazdem (z ang. Downhill, DH). Trzykrotny mistrz świata (2006, 2007 i 2010) i dwukrotny zdobywca pucharu świata (2007 i 2009) w tej konkurencji.
Obecnie jeździ w zawodowej grupie: Team CRC/Nukeproof

## Kariera sportowa
Zadebiutował w roku 2001 podczas mistrzostw świata w amerykańskim Vail, gdzie w wieku 16 lat zajął trzecie miejsce w kategorii juniorów. W 2002 roku zdobył tytuł mistrza Australii w kategorii juniorów oraz austriackim Kaprun – pierwszy tytuł mistrza świata juniorów. W 2003 zwyciężył w mistrzostwach Australii i Oceanii już w kategorii – elite. Pierwszy tytuł mistrza świata w kategorii elite zdobył w 2006 roku w nowozelandzkim Rotorua, a puchar świata rok później w sezonie 2007 wygrywając rundy w Mont-Sainte-Anne, Schladming i Mariborze.
Jego sławny zjazd na torze w szwajcarskim Champéry podczas 2 rundy pucharu świata w 2007 roku przeszedł do historii, jako jeden z najświetniejszych.

## Osprzęt zawodnika[2]
- Rower: Nukeproof Pulse
- Kask: Troy Lee Designs D3 Carbon
- Gogle: SPY Optics
- Koszulka: Troy Lee Designs / CRC/Nukeproof
- Spodenki / Spodnie: Troy Lee Designs Sprint Shorts / Pants
- Rękawiczki: Troy Lee Designs XC Gloves
- Buty: FIVE TEN 5.10
- Ochraniacze: Troy Lee Designs T-Bone Knee Guards

## Osiągnięcia

### Mistrzostwa świata
| Miejscowość      | Data                          | Konkurencja / Kategoria | Miejsce | Czas (strata do zwycięzcy)   |
| ---------------- | ----------------------------- | ----------------------- | ------- | ---------------------------- |
| Vail             | 8 – 16 września 2001          | Downhill / Junior       |         | 03:53,00 min. (+ 4,80 sek.)  |
| Kaprun           | 28 sierpnia – 1 września 2002 | Downhill / Junior       |         | 05:22,01 min.                |
| Lugano           | 31 sierpnia – 7 września 2003 | Downhill / Junior       |         | 04:39,49 min.                |
| Les Gets         | 8 – 12 września 2004          | Downhill / Elite        |         | 02:42,20 min. (+ 1,42 sek.)  |
| Livigno          | 28 sierpnia – 4 września 2005 | Downhill / Elite        |         | 03:55,54 min. (+ 0,77 sek.)  |
| Rotorua          | 26 sierpnia 2006              | Downhill / Elite        |         | 03:11,03 min.                |
| Fort William     | 9 września 2007               | Downhill / Elite        |         | 04:52,01 min.                |
| Val di Sole      | 21 czerwca 2008               | Downhill / Elite        |         | 03:15,27 min. (+ 3,15 sek.)  |
| Canberra         | 6 września 2009               | Downhill / Elite        | 5       | 02:33,04 min. (+ 2,71 sek.)  |
| Mont-Sainte-Anne | 5 września 2010               | Downhill / Elite        |         | 04:37,93 min.                |
| Champéry         | 4 września 2011               | Downhill / Elite        | 7       | 03:57,89 min. (+ 15,90 sek.) |

### Puchar świata

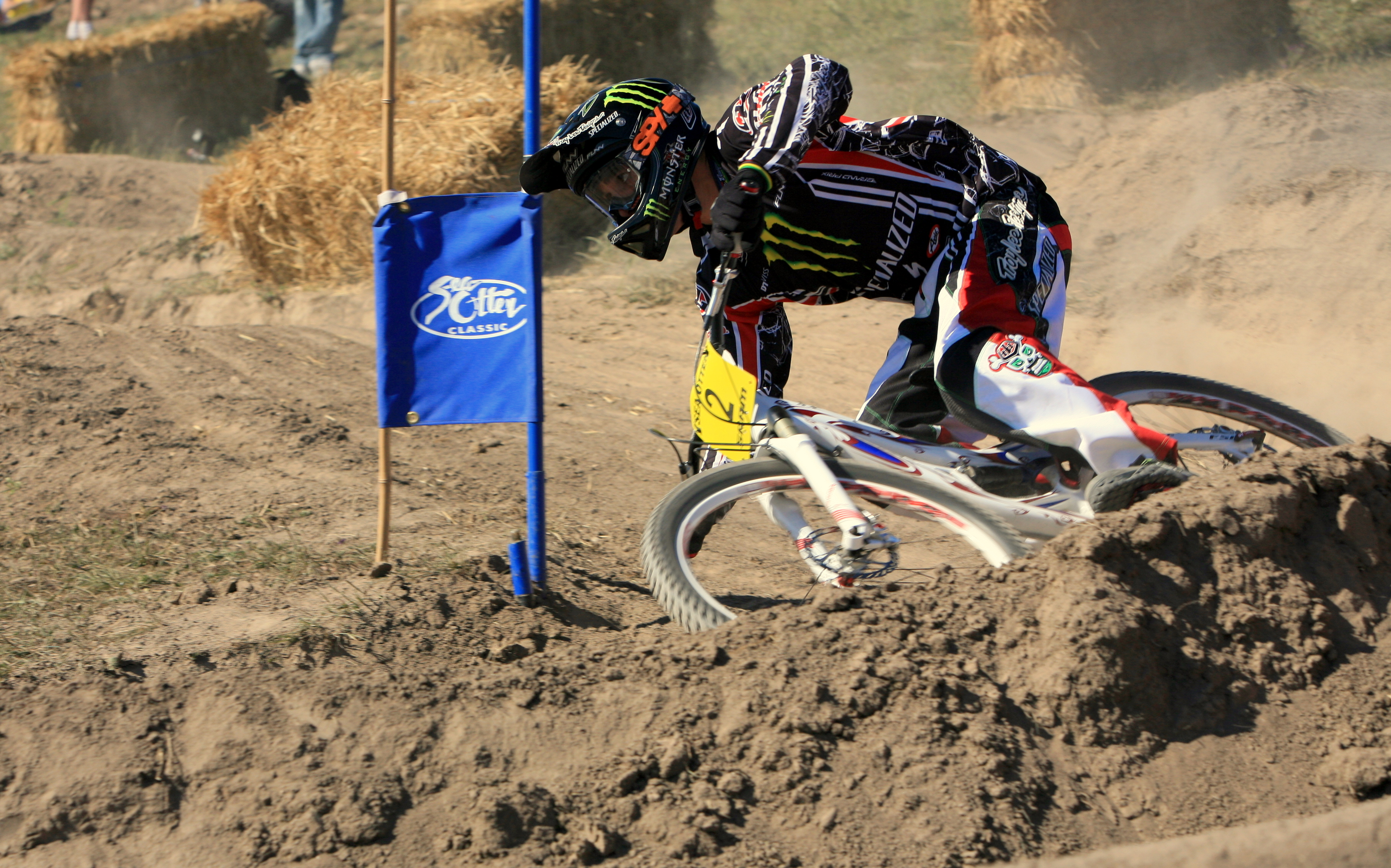
podczas Dual slalomu (DS) w zawodach Sea Otter Classic w Monterey w sezonie 2009

| Sezon | Podium                                                                | Konkurencja | Miejsce |
| ----- | --------------------------------------------------------------------- | ----------- | ------- |
| 2004  | Mont-Sainte-Anne Schladming, Pila, Fort William                       | Downhill    |         |
| 2005  | Schladming, Pila Vigo                                                 | Downhill    |         |
| 2006  | Fort William, Schladming Mont-Sainte-Anne                             | Downhill    |         |
| 2007  | Mont-Sainte-Anne, Schladming, Maribor Champéry                        | Downhill    |         |
| 2008  | Maribor, Bromont Vallnord, Mont-Sainte-Anne, Schladming               | Downhill    |         |
| 2009  | Mont-Sainte-Anne, Schladming La Bresse, Fort William, Maribor Bromont | Downhill    |         |